# کشاجم
محمود بن حسین رملی (؟ -۹۶۲م) (نسب:ابوالفتح محمود بن حسین بن شاهک) شناخته‌شده با عنوان کُشاجم که برگرفته از سرواژگانِ شاخه‌های پویایی اوست(کتابت، شعر، انشا، جدل و منطق)، ادیب، شاعر و کاتب عرب‌زبان شامی سندی‌اصل بود. کشاجم با لقبِ سندی، از روی زادگاه پدربزرگش نیز شناخته شد.

## زندگی
جد او، شاهک از اهالی سند بود، پدرش حسین در سجستان مسکن گزید و معلم نوآموزان در روستای شامستیان بود. اما خود کشاجم، محمود، بسیار جابجا می‌شد. گفته می‌شود در یکی از روستاهای بلخ به دنیا آمد، سپس در شام ساکن شد و مدت بسیاری در الرملة از شهرهای فلسطین بماند، از این رو به رملی شهرت یافت .  مدتی در حلب نیز ساکن بود و ابتدا در آنجا، آشپز دربار سیف‌الدوله حمدانی بود؛ سپس به منصب منجم درآمد.  دو بار به مصر رفت و اقامتش در آنجا طولانی شد و در وصف مصر بسیار شعر گفت. به عراق نیز سفر کرد. در موصل با گروهی ادبی همنشین شد که برادران خالدی نیز بودند. 

## آثار
- ادب الندیم
- المصاید و المطارد
- الرسائل
- خصائص الطرب
- الطبیخ